# Metallolophia arenaria
Metallolophia arenaria är en fjärilsart som beskrevs av John Henry Leech 1889. Metallolophia arenaria ingår i släktet Metallolophia och familjen mätare. Inga underarter finns listade i Catalogue of Life.